# Poche

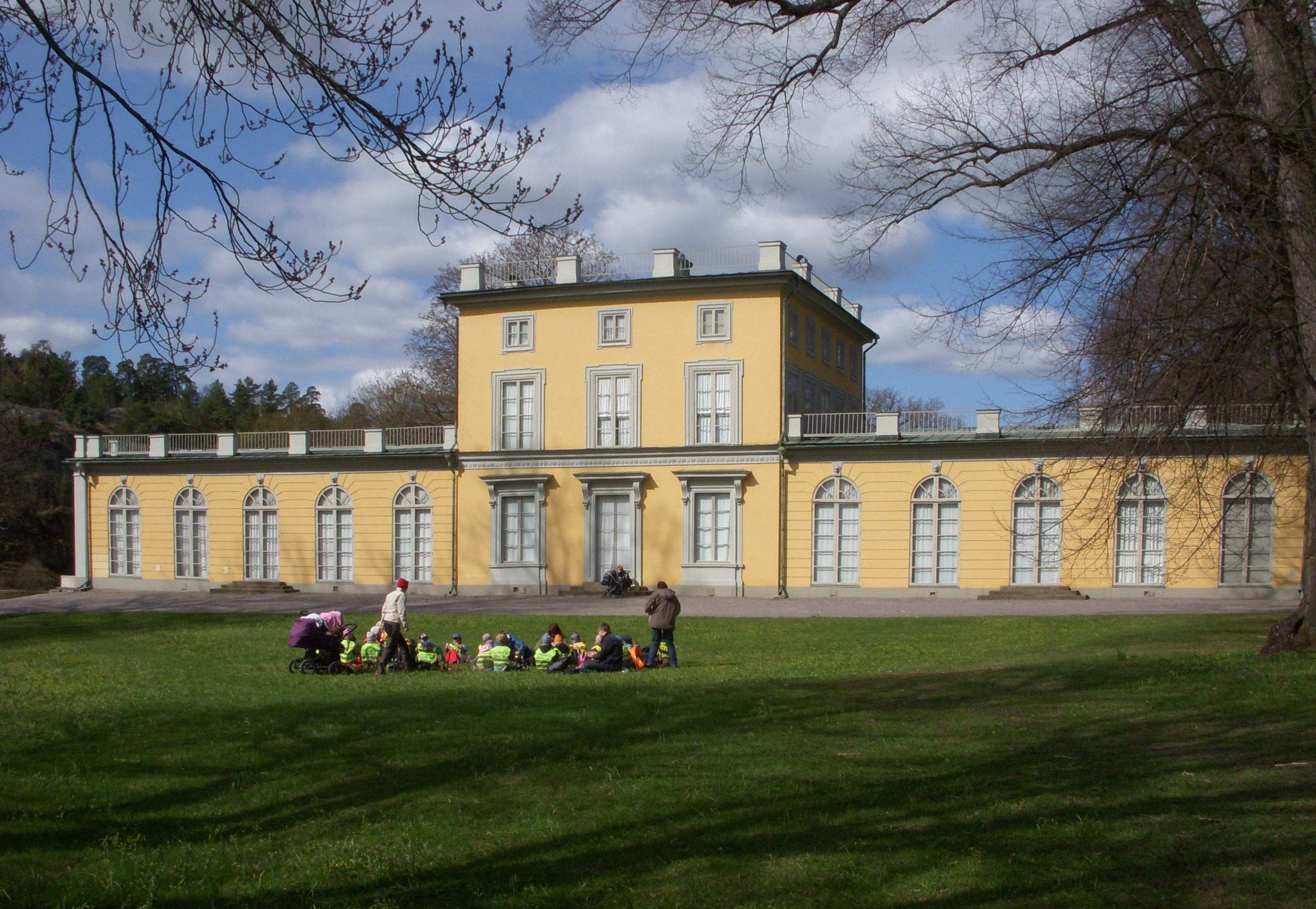
Gustav III:s paviljong i Hagaparken i Solna kommun med sidoflyglar.

Poche är en sidoflygel som är sammanbyggd med en byggnad av mer representativ karaktär, oftast en herrgård. Pocherna är lägre än huvudbyggnadens centrala parti, har ofta flacka tak och skjuter ut rakt från dess gavlar. De är oftast tillbyggda och yngre än den centrala byggnadskroppen. Pocherna började förekomma vid 1700-talets slut och var sedan vanliga under hela nyklassicismen.